# Ungarische Badmintonmeisterschaft 1977
Die Ungarische Badmintonmeisterschaft 1977 fand am 21. und 22. Mai 1977 in Budapest statt.

## Finalergebnisse
| Disziplin    | Sieger                     | Finalist                      | Ergebnis          |
| ------------ | -------------------------- | ----------------------------- | ----------------- |
| Herreneinzel | Imre Bereknyei             | Ferenc Rolek                  | 15-8, 15-5        |
| Dameneinzel  | Éva Cserni                 | Ildikó Bödecs                 | 11-9, 11-9        |
| Herrendoppel | István Englert József Papp | János Cserni László Rammer    | 7-15, 15-10, 15-5 |
| Damendoppel  | Éva Cserni Éva Pozsik      | Erzsébet Németh Ildikó Bödecs | 15-6, 15-5        |
| Mixed        | János Cserni Éva Cserni    | Ferenc Rolek Zsuzsa Gláser    | 15-2, 15-2        |